# ميغيل سانتياغو
ميغيل سانتياغو (بالإنجليزية: Miguel Santiago)‏ هو سياسي أمريكي، ولد في 3 مارس 1973. حزبياً، نشط في حزب كاليفورنيا الديمقراطي ‏. وقد انتخب عضو جمعية ولاية كاليفورنيا.

## وصلات خارجية
- الموقع الرسمي